# Муфаса: Король Лев (саундтрек)
В американском компьютерно-анимационном музыкальном драматическом фильме «Муфаса: Король Лев» есть оригинальные песни, написанные Лин-Мануэлем Мирандой и музыка, написанные Дэйвом Мецгером. Саундтрек-альбом к фильму содержит семь песен и был выпущен 13 декабря 2024 года лейблом Walt Disney Records; делюкс-издание, выпущенное в тот же день, включает в себя музыку и инструментальные версии песен. Музыка Мецгера также была выпущена 20 декабря 2024 года в виде отдельного альбома. Фильм является продолжением и приквелом к ремейку мультфильма «Король Лев»; Миранда сотрудничал над песнями с южноафриканским композитором Лебо М, который участвовал в оригинальном фильме. Производством альбома занимались Миранда, Марк Манчина и Том Макдугалл.
В саундтреке представлен вокал южноафриканского госпел-хора, который также поёт на суахили и зулу. Короткая версия песни «Hakuna Matata» в исполнении Билли Айкнера и Сета Рогена, озвучивавших Тимона и Пумбу, была в фильме, но не включена в альбом. Саундтрек-альбом также был выпущен в тот же день с песнями переведёнными на французский, немецкий, кастильский диалект, латиноамериканский испанский, итальянский, польский, финский, шведский, норвежский, датский, португальский, бразильский португальский, арабский, иврит, хинди, казахский, корейский, китайский, голландский, фламандский голландский, русский, тамильский, телугу, тайский и вьетнамский, а также на японский через неделю.

## Список композиций
Вся музыка написана Лин-Мануэлем Мирандой, кроме «Ngomso», написанной Лебо М, «Milele» и «We Go Together», написанными Мирандой и Лебо М, и «I Always Wanted a Brother», написанными Мирандой и Николасом Брителлом.
| №  | Название                    | Исполнитель(и)                                                                    | Длительность |
| -- | --------------------------- | --------------------------------------------------------------------------------- | ------------ |
| 1. | «Ngomso»                    | Лебо М                                                                            | 1:16         |
| 2. | «Milele»                    | Аника Нони Роуз и Кит Дэвид                                                       | 2:27         |
| 3. | «I Always Wanted a Brother» | Брелин Ранкинс, Тео Сомолу, Аарон Пьер и Кельвин Харрисон-младший                 | 3:34         |
| 4. | «Bye Bye»                   | Мадс Миккельсен, Джоанна Джонс и Фолейк Оловофойеку                               | 2:15         |
| 5. | «We Go Together»            | Аарон Пьер, Кельвин Харрисон-младший, Тиффани Бун, Престон Найман и Кагисо Ледига | 2:44         |
| 6. | «Tell Me It's You»          | Аарон Пьер и Тиффани Бун                                                          | 2:27         |
| 7. | «Brother Betrayed»          | Кельвин Харрисон-младший                                                          | 1:37         |

| №   | Название                                   | Исполнитель(и)                                  | Длительность |
| --- | ------------------------------------------ | ----------------------------------------------- | ------------ |
| 8.  | «Destiny Reigns»                           | Дэйв Мецгер                                     | 3:01         |
| 9.  | «Kuqondile»                                | Николас Брителл и Лебо М                        | 1:57         |
| 10. | «Listen to My Voice»                       | Дэйв Мецгер                                     | 2:43         |
| 11. | «Find the Way»                             | Николас Брителл и Лебо М                        | 1:07         |
| 12. | «The Race»                                 | Дэйв Мецгер                                     | 2:23         |
| 13. | «Home»                                     | Николас Брителл и Лебо М                        | 1:47         |
| 14. | «Burden of Pride»                          | Дэйв Мецгер                                     | 5:04         |
| 15. | «My Love»                                  | Дэйв Мецгер и Лебо М                            | 1:44         |
| 16. | «Bathroom Break»                           | Дэйв Мецгер                                     | 0:31         |
| 17. | «Run Mufasa!»                              | Дэйв Мецгер                                     | 3:19         |
| 18. | «And So It’s Time»                         | Ханс Циммер и Лебо М                            | 0:30         |
| 19. | «All That Was Lost»                        | Дэйв Мецгер                                     | 1:06         |
| 20. | «Jamaa»                                    | Дэйв Мецгер                                     | 1:29         |
| 21. | «Follow the Fireflies»                     | Дэйв Мецгер                                     | 0:54         |
| 22. | «Smell a Duck»                             | Дэйв Мецгер                                     | 2:18         |
| 23. | «Elephant Stampede»                        | Дэйв Мецгер                                     | 1:34         |
| 24. | «Beneath the Scars»                        | Дэйв Мецгер                                     | 1:06         |
| 25. | «The King Within»                          | Дэйв Мецгер                                     | 1:51         |
| 26. | «We Made It»                               | Николас Брителл и Лебо М                        | 1:34         |
| 27. | «Clash of Kings»                           | Дэйв Мецгер                                     | 1:52         |
| 28. | «Blood for Blood»                          | Дэйв Мецгер                                     | 2:34         |
| 29. | «The Earth Will Shake»                     | Дэйв Мецгер                                     | 3:40         |
| 30. | «The King of Milele»                       | Дэйв Мецгер                                     | 2:23         |
| 31. | «A Story of a Great King»                  | Дэйв Мецгер и Лебо М                            | 4:14         |
| 32. | «Ngomso» (instrumental)                    | Марк Манчина и Лебо М                           | 1:05         |
| 33. | «Milele» (instrumental)                    | Марк Манчина и Лин-Мануэль Миранда              | 2:27         |
| 34. | «I Always Wanted a Brother» (instrumental) | Марк Манчина и Лин-Мануэль Миранда              | 3:34         |
| 35. | «Bye Bye» (instrumental)                   | Марк Манчина, Лин-Мануэль Миранда и Дэйв Мецгер | 2:15         |
| 36. | «We Go Together» (instrumental)            | Марк Манчина и Лин-Мануэль Миранда              | 2:44         |
| 37. | «Tell Me It's You» (instrumental)          | Марк Манчина и Лин-Мануэль Миранда              | 2:26         |
| 38. | «Brother Betrayed» (instrumental)          | Марк Манчина и Лин-Мануэль Миранда              | 1:37         |

Заметки
- Музыка (композиции 8–31) также была выпущена в виде отдельного альбома, Mufasa: The Lion King (Original Score)[2].

## Чарты
| Чарт (2024–2025)                       | Высшая позиция |
| -------------------------------------- | -------------- |
| Австрия (Ö3 Austria)                   | 68             |
| Бельгия/Фландрия (Ultratop)            | 119            |
| Бельгия/Валлония (Ultratop)            | 104            |
| Нидерланды (Album Top 100)             | 37             |
| Франция (SNEP)                         | 83             |
| Irish Compilation Albums (IRMA)        | 10             |
| Великобритания (UK Compilation Albums) | 9              |
| 3                                      |                |
| US Billboard 200                       | 169            |
| US Independent Albums (Billboard)      | 16             |
| US Top Soundtracks (Billboard)         | 8              |